# Euchloe tagis
Euchloe tagis är en fjärilsart som först beskrevs av Jacob Hübner 1804.  Euchloe tagis ingår i släktet Euchloe och familjen vitfjärilar.
Artens utbredningsområde är Portugal. Inga underarter finns listade i Catalogue of Life.

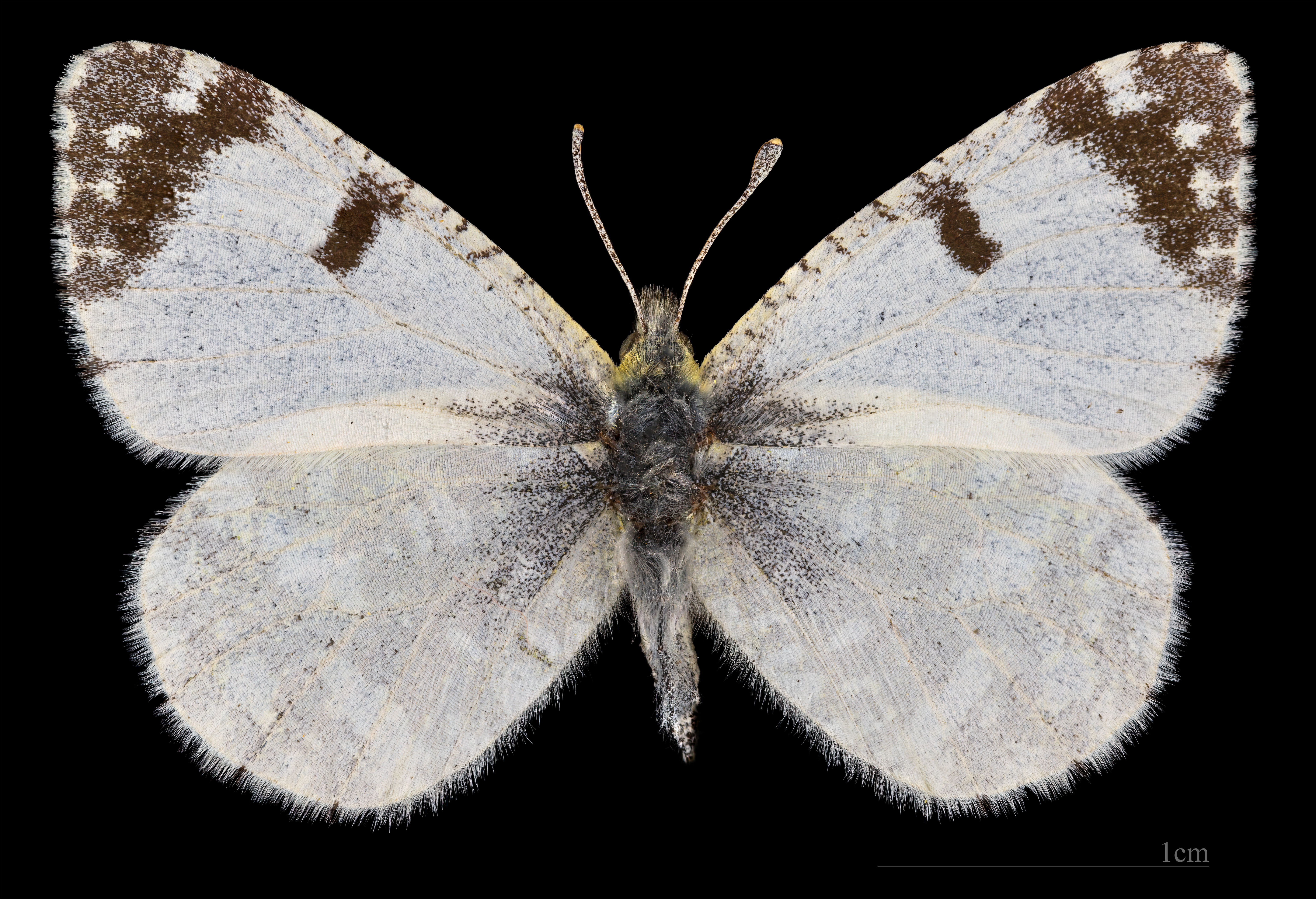
Euchloe tagis bellezina ♂
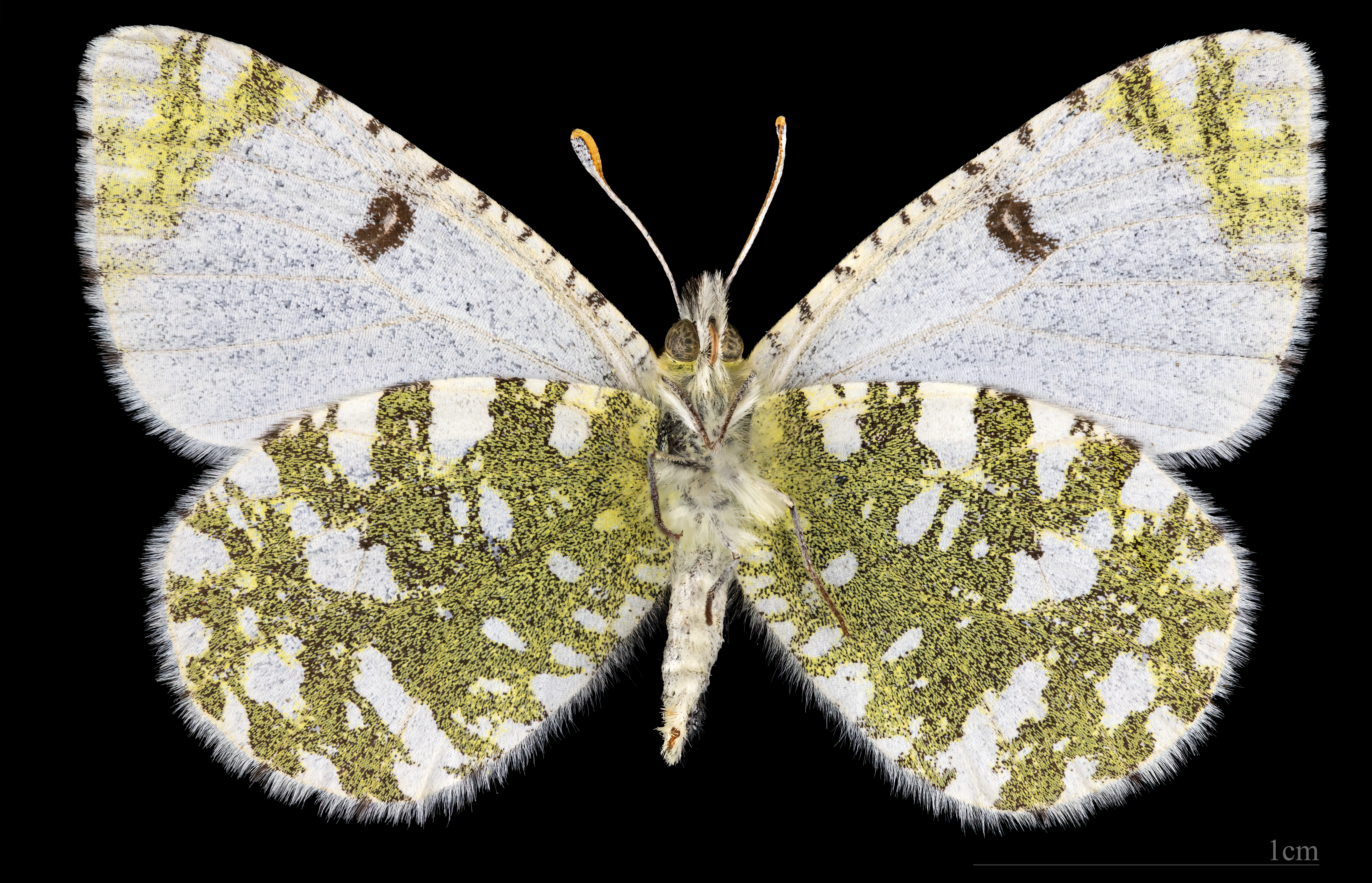
Euchloe tagis bellezina ♂  △
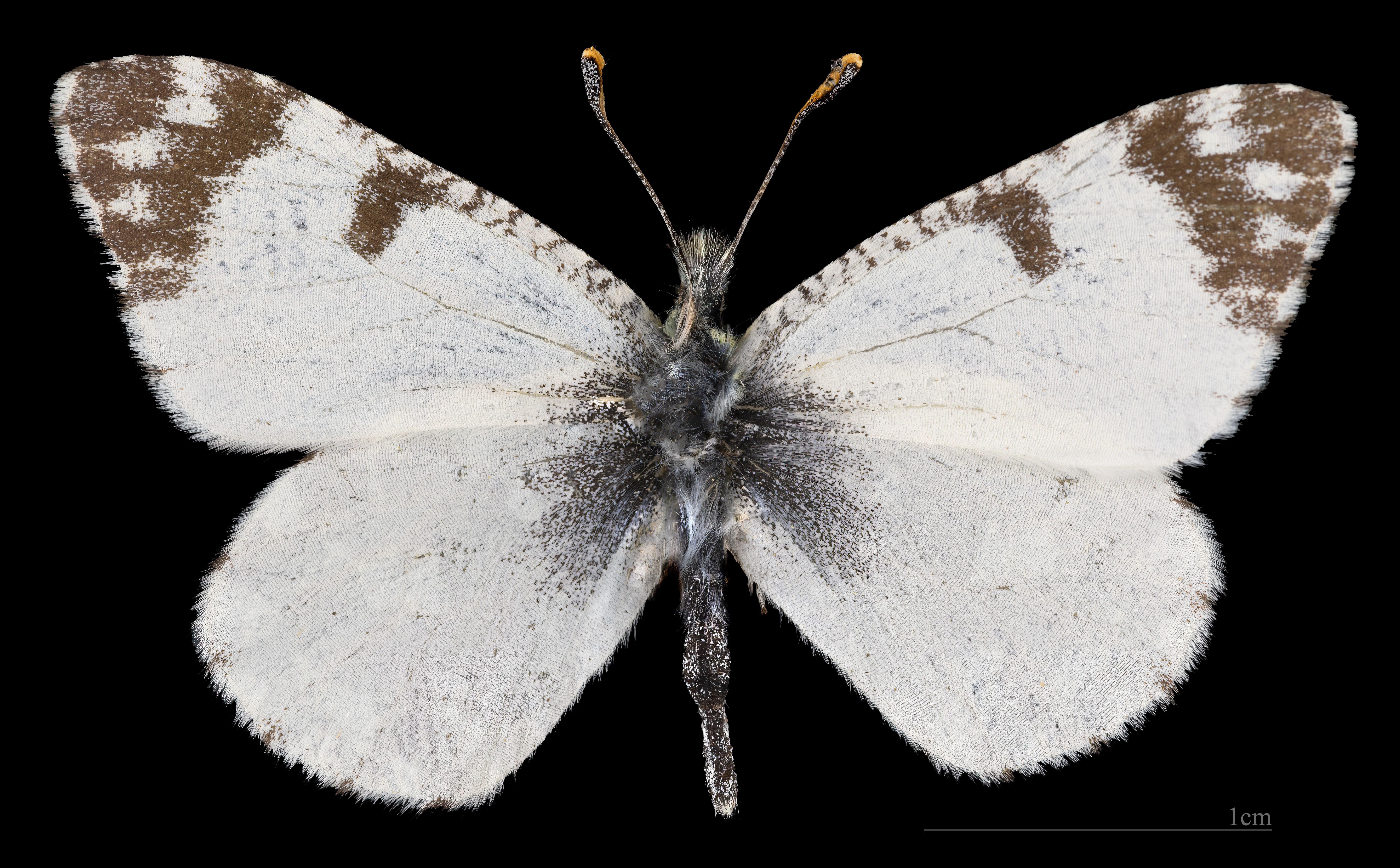
Euchloe tagis castillana ♂
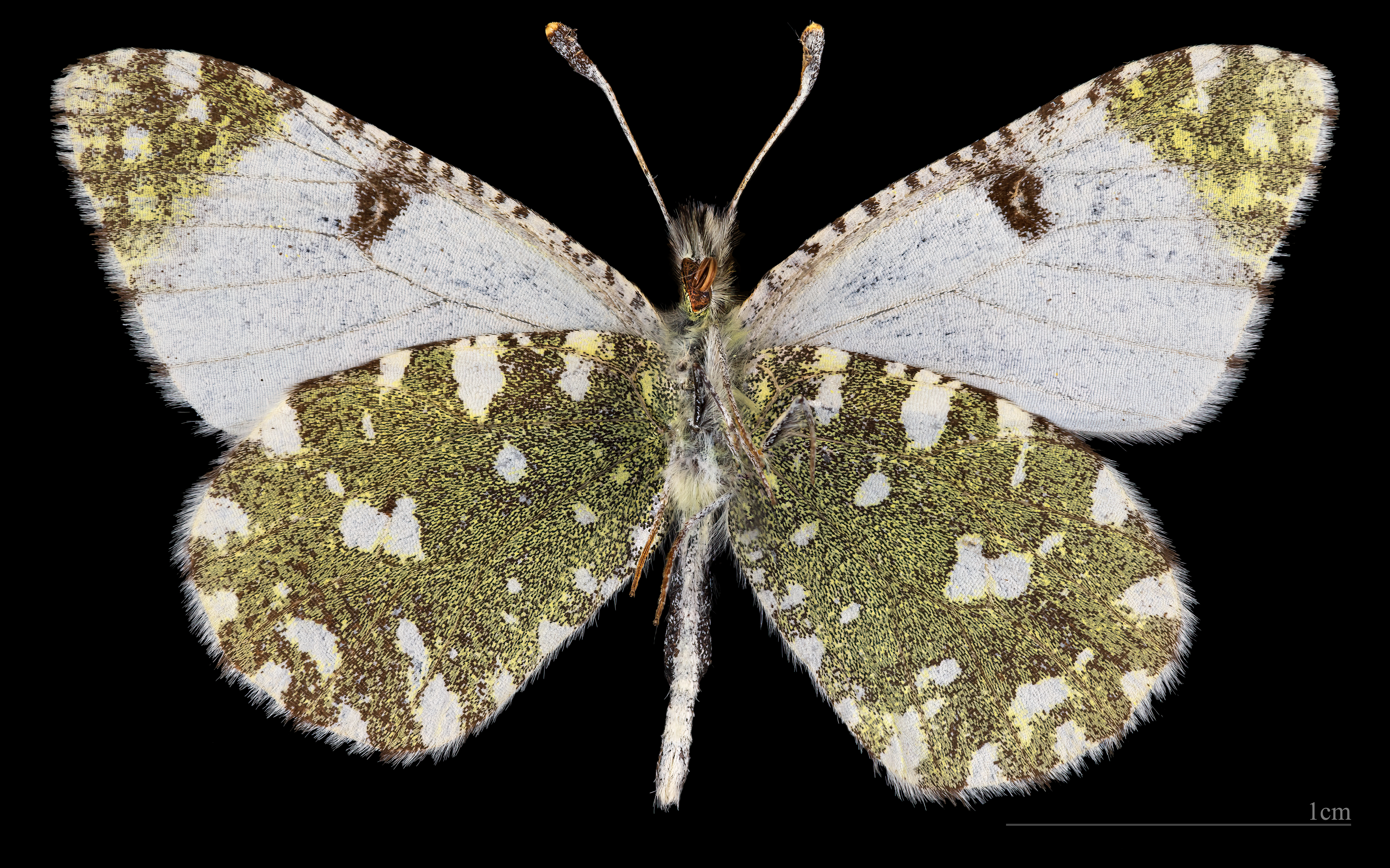
Euchloe tagis castillana ♂  △